# Ebolowanius mirei
Ebolowanius mirei är en skalbaggsart som beskrevs av Roger Paul Dechambre 1979. Ebolowanius mirei ingår i släktet Ebolowanius och familjen Dynastidae. Inga underarter finns listade i Catalogue of Life.